# Lord Steward of the Household
Der Lord Steward oder Lord Steward of the Household (deutsch Ober-Hofmarschall) ist ein Amt am britischen Königshof. Er sollte nicht mit dem Lord High Steward verwechselt werden, dem höchsten der Great Officers of State in England; dessen Hofamt wurde bereits 1154 geschaffen.
Erwähnt wird der Titel erstmals in einer Rangliste von Heinrich VIII. aus dem Jahre 1539. Seine praktischen Aufgaben am Hof (Finanzangelegenheiten und Verwaltung des Hofstaates) übernimmt heute der „Master of the Household“. Früher überbrachte er auch Botschaften des Königs an das Parlament und schwor die Mitglieder des Parlaments ein.
Das Amt hatte bis 1782 erhebliche politische Bedeutung, und der Träger war Mitgliedern des Kabinetts im Rang gleichgestellt. Bis 1924 war der Träger, der die Peerswürde haben muss, auch immer Mitglied der Regierung. Er wird direkt vom König ernannt und trägt als Zeichen seines Amtes einen weißen Stab. Er ist der oberste Würdenträger des königlichen Hofstaats, vor dem „Treasurer of the Household“ und dem „Comptroller of the Household“, und saß bis 2003 dem „Board of Green Cloth“ vor, dem Verwaltungsgremium (und früher auch Gerichtshof) des Königlichen Haushalts, das zum Beispiel die Reisen vorbereitete.
Der Titel existiert nach wie vor, und der Lord Steward ernennt noch heute den Coroner of the Queen’s Household. Derzeitiger Amtsinhaber ist seit Februar 2023 Peter St. Clair-Erskine, 7. Earl of Rosslyn.

## Liste der Lord Stewards seit 1502
- George Talbot, 4. Earl of Shrewsbury 1502–1538
- Robert Radclyffe, 1. Earl of Sussex[1]
- Charles Brandon, 1. Duke of Suffolk 1541–1544
- William Paulet, 1. Baron St. John 1544–1551
- John Dudley, 1. Duke of Northumberland 1551–1553
- Henry Fitzalan, 19. Earl of Arundel 1553–1568
- William Herbert, 1. Earl of Pembroke 1568–1570
- Robert Dudley, 1. Earl of Leicester 1570–1588
- William Paulet, 4. Baron St. John 1588–1603
- Charles Howard, 1. Earl of Nottingham 1603–1618
- Ludovic Stuart, 1. Duke of Richmond 1618–1623
- James Hamilton, 2. Marquess of Hamilton 1623–1625
- William Herbert, 3. Earl of Pembroke 1625–1630
- Amt nicht besetzt 1630–1640
- Thomas Howard, 21. Earl of Arundel 1640–1644
- James Stuart, 1. Duke of Richmond 1644–1655
- Amt nicht besetzt 1655–1660
- James Butler, 1. Duke of Ormonde 1660–1688
- William Cavendish, 1. Duke of Devonshire 1689–1707
- William Cavendish, 2. Duke of Devonshire 1707–1710
- John Sheffield, 1. Duke of Buckingham and Normanby 1710–1711
- John Poulett, 1. Earl Poulett 1711–1714
- William Cavendish, 2. Duke of Devonshire 1714–1716
- Henry Grey, 1. Duke of Kent 1716–1718
- John Campbell, 2. Duke of Argyll 1718–1725
- Lionel Cranfield Sackville, 1. Duke of Dorset 1725–1730
- Philip Stanhope, 4. Earl of Chesterfield 1730–1733
- William Cavendish, 3. Duke of Devonshire 1733–1737
- Lionel Sackville, 1. Duke of Dorset 1737–1744
- William Cavendish, 3. Duke of Devonshire 1744–1749
- Charles Spencer, 3. Duke of Marlborough 1749–1755
- John Manners, 3. Duke of Rutland 1755–1761
- William Talbot, 1. Earl Talbot 1761–1782
- Frederick Howard, 5. Earl of Carlisle 1782–1783
- Charles Manners, 4. Duke of Rutland 1783
- William Legge, 2. Earl of Dartmouth 1783
- James Brydges, 3. Duke of Chandos 1783–1789
- John Frederick Sackville, 3. Duke of Dorset 1789–1799
- George Townshend, 1. Earl of Leicester 1799–1802
- George Legge, 3. Earl of Dartmouth 1802–1804
- Heneage Finch, 4. Earl of Aylesford 1804–1812
- George Cholmondeley, 1. Marquess of Cholmondeley 1812–1821
- Henry Conyngham, 1. Marquess Conyngham 1821–1830
- Richard Temple-Nugent-Brydges-Chandos-Grenville, 1. Duke of Buckingham and Chandos 1830
- Richard Wellesley, 1. Marquess Wellesley 1830–1833
- George Campbell, 6. Duke of Argyll 1833–1834
- Thomas Egerton, 2. Earl of Wilton 1835
- George Campbell, 6. Duke of Argyll 1835–1839
- William Hay, 18. Earl of Erroll 1839–1841
- Charles Jenkinson, 3. Earl of Liverpool 1841–1846
- Hugh Fortescue, 2. Earl Fortescue 1846–1850
- Richard Grosvenor, 2. Marquess of Westminster 1850–1852
- James Graham, 4. Duke of Montrose 1852–1853
- Henry Howard, 13. Duke of Norfolk 1853–1854
- Frederick Spencer, 4. Earl Spencer 1854–1857
- Edward Eliot, 3. Earl of St. Germans 1857–1858
- Brownlow Cecil, 2. Marquess of Exeter 1858–1859
- Edward Eliot, 3. Earl of St Germans 1859–1866
- John Ponsonby, 5. Earl of Bessborough 1866
- John Spencer-Churchill, 7. Duke of Marlborough 1866–1867
- Charles Bennet, 7. Baron Ossulston 1867–1868
- John Ponsonby, 5. Earl of Bessborough 1868–1874
- Frederick Lygon, 6. Earl Beauchamp 1874–1880
- John Townshend, 1. Earl Sydney 1880–1885
- William Edgcumbe, 4. Earl of Mount Edgcumbe 1885–1886
- John Townshend, 1. Earl Sydney 1886
- William Edgcumbe, 4. Earl of Mount Edgcumbe 1886–1892
- Gavin Campbell, 1. Marquess of Breadalbane 1892–1895
- Sidney Herbert, 14. Earl of Pembroke 1895–1905
- Cecil Foljambe, 1. Earl of Liverpool 1905–1907
- William Lygon, 7. Earl Beauchamp 1907–1910
- Edwyn Scudamore-Stanhope, 10. Earl of Chesterfield 1910–1915
- Horace Farquhar, 1. Viscount Farquhar 1915–1922
- Anthony Ashley-Cooper, 9. Earl of Shaftesbury 1922–1936
- George Sutherland-Leveson-Gower, 5. Duke of Sutherland 1936–1937
- Walter Montagu-Douglas-Scott, 8. Duke of Buccleuch 1937–1940
- Douglas Douglas-Hamilton, 14. Duke of Hamilton 1940–1964
- Gerald Grosvenor, 4. Duke of Westminster 1964–1967
- Charles Lyttelton, 10. Viscount Cobham 1967–1972
- Hugh Percy, 10. Duke of Northumberland 1973–1988
- Matthew Ridley, 4. Viscount Ridley 1989–2001
- James Hamilton, 5. Duke of Abercorn 2001–2009
- James Ramsay, 17. Earl of Dalhousie 2009–2023
- Peter St. Clair-Erskine, 7. Earl of Rosslyn 2023–